# Jeanne Julie Éléonore de Lespinasse
Jeanne Julie Éléonore de Lespinasse (ur. 9 listopada 1732 w Lyonie, zm. 23 maja 1776 w Paryżu) – francuska autorka znana głównie dzięki swoim listom do hrabiego de Guibert. Była również założycielką jednego z bardziej znanych salonów Paryża, nazywano ją muzą Encyklopedystów.

## Młodość
Julie de Lespinasse urodziła się w Lyonie jako nieślubna córka rozwiedzionej z mężem hrabiny d'Albon i hrabiego Gasparda de Vichy. Nazwisko podane w jej metryce urodzenia zostało zmyślone. Ponieważ jednak w tych czasach podejście do nieślubnych dzieci było raczej pobłażliwe, dzieciństwo spędziła w domu swojej prawdziwej matki, wychowując się razem z oficjalnymi potomkami. W 1739 zaszedł jednak fakt, który miał istotny wpływ na dalsze losy Julii. Zawarte zostało małżeństwo między Dianą, przyrodnią siostrą Julii i Gaspardem de Vichy, jej ojcem. Utrudniło to uregulowanie pozycji i sytuacji finansowej Julii. Ostatecznie, kiedy w 1748 zmarła hrabina d'Albon, Julia pozostała tylko z niewielkim legatem. Nie pozostało jej w tej sytuacji nic innego, jak przyjąć skromną posadę guwernantki w domu Diany de Vichy. Sytuacja ta trwała do momentu spotkania Julii z ciotką, siostrą Gasparda de Vichy, markizą du Deffand.

## Salon Madame du Deffand
Mająca wtedy około pięćdziesięciu lat markiza du Deffand zaczynała mieć kłopoty zdrowotne. Zauroczona inteligencją i wdziękiem Julii, zaproponowała jej aby ta przeniosła się do Paryża i zamieszkała w jej mieszkaniu przy klasztorze św. Józefa, jako jej towarzyszka. Nastąpiło to po długich namowach, w roku 1754. W domu pani du Deffand spotykał się wtedy jeden z bardziej znanych między innymi z powodu częstych wizyt jednego z filarów Encyklopedii Jeana d’Alemberta salonów Paryża. Bywali tam filozofowie, dyplomaci artyści i politycy. 
Początkowo stosunki pomiędzy dwiema damami układały się jak najlepiej. Znajomości wśród paryskiej elity intelektualnej i udział w odbywających się w salonie Mme du Deffand dyskusjach bardzo przyczyniły się do rozwoju duchowego Julii. Zaprzyjaźniła się ona w tym czasie blisko z d’Alembertem. Z czasem relacje Julii z jej gospodynią zaczęły się psuć. Ponieważ Mme du Deffand kładła się późno w nocy i lubiła dłużej pospać, zdarzało się, że przybyli goście (wśród nich d’Alembert, Anne-Robert-Jacques Turgot, François-Jean Chastellux, Jean-François Marmontel) czas oczekiwania na gospodynię spędzali w pokoju Julii, tworząc tym jakby mały salonik przy oficjalnym salonie. Pani du Deffand przeszkadzało to, że znacznie młodsza od niej Julia de Lespinasse zaczyna grać pierwsze skrzypce w jej własnym salonie. Zakończyło się to w roku 1764, kiedy to po gwałtownej kłótni z ciotką, Julia de Lespinasse wyprowadziła się od niej.

## Salon Julii de Lespinasse
Julia zamieszkała kilka domów dalej, przy tej samej ulicy św. Dominika, przy której mieszkała pani du Deffand. Rozstanie Julii z jej chlebodawczynią stało się w Paryżu sensacją. Wielu wspólnych znajomych pospieszyło pannie de Lespinasse z pomocą. Prowadząca konkurencyjny salon pani Geoffrin ostentacyjnie sprzedała cesarzowej Katarzynie swoją kolekcję obrazów van Loo i z otrzymanej sumy ufundowała dla Julii dożywotnią rentę. Zebrane środki okazały się wystarczające, aby zapewnić mmle de Lespinasse skromne, lecz godne utrzymanie.
Wielu bywalców salonu pani du Deffand, solidaryzując się z pokrzywdzoną ich zdaniem Julią, zaczęło bywać w domu panny de Lespinasse. Powstał w ten sposób nowy, konkurencyjny salon. Wśród tych osób był zaprzyjaźniony z gospodynią d’Alembert, który nawet w domu Julii zamieszkał. Pociągnęło to za sobą przeniesienie się do salonu panny de Lespinasse spotkań całego środowiska Encyklopedystów, którzy poza poniedziałkowymi i środowymi obiadami u pani Geoffrin, bywali u Julii niemal codziennie.

## Markiz de Mora
Markiz de Mora był synem hiszpańskiego ambasadora w Paryżu. Ożeniony w wieku dwunastu lat, w wieku dwudziestu był już wdowcem. Kiedy przybył do Paryża, miał lat dwadzieścia pięć. Ponieważ młody de Mora chętnie przebywał w towarzystwie intelektualistów, w paryskich salonach, siłą rzeczy spotkał w 1766 pannę de Lespinasse. Louise zapałała do niego gorącym odwzajemnionym uczuciem. Markiz de Mora planował wbrew woli swojej arystokratycznej rodziny wziąć z Julią de Lespinasse ślub, jednak gruźlica na tyle pogorszyła jego stan zdrowia, że musiał w 1772 roku wyjechać z Paryża. W 1774 wyruszył w drogę powrotną, aby wypełnić daną Julii obietnicę małżeństwa, zmarł jednak w Bordeaux w trakcie podróży. Louise de Lespinasse i markiz de Mora prowadzili bogatą korespondencję, która niestety nie zachowała się do naszych czasów.

## Hrabia de Guibert
Historia znajomości Louise de Lespinasse z de Guibertem rozpoczęła się w 1772 roku, jeszcze w ostatnich miesiącach pobytu w Paryżu markiza de Mora. Jacques Antoine Hypolyte de Guibert był zawodowym wojskowym i znanym w paryskich salonach literatem (jego książka Essai général de tactique wywarła duży wpływ na Napoleona). 
Początkowo relacja pomiędzy Julią de Lespinasse a hrabią de Guibert opierała się na przyjaźni, jednak z czasem, po śmierci markiza de Mora, przerodziła się w głębszy związek. Ponieważ de Guibert dużo podróżował, Julia de Lespinasse prowadziła z nim obfitą korespondencję. Listy jej są bardzo osobiste, pokazują głębię przeżyć zakochanej kobiety, ale są również cennym dokumentem epoki, jak to określił Tadeusz Boy-Żeleński Odbija się w nich wieloma powierzchniami fizjognomia wieku. Po śmierci Julii listy zostały zwrócone przez d’Alemberta hrabiemu de Guibert. Korespondencja po raz pierwszy opublikowana została w 1809 z inicjatywy wdowy po de Guibercie.